# 瑪麗亞·塔爾切夫
伊莉莎白·瑪麗亞·「貝蒂」·塔爾切夫（英語：Elizabeth Marie "Betty" Tallchief，1925年1月24日—2013年4月11日）是一位美国芭蕾舞舞者。塔爾切夫從三岁时就开始学习舞蹈。在她8岁时，她的家人从塔爾切夫的出生地俄克拉荷马州費爾法克斯搬迁到加州洛杉矶。
17岁那年，她又搬到纽约。接下来的五年，她一直在蒙特卡洛芭蕾舞团工作，在那里她认识了乔治·巴兰奇。1946年，乔治·巴兰奇与他人共同创立了紐約市芭蕾舞團，塔爾切夫不久就加入该团。
乔治·巴兰奇的编舞和塔爾切夫的舞蹈表演相结合，彻底改变了芭蕾舞的面貌。1949年，塔爾切夫在《火鳥》中的表演奠定了她在芭蕾舞界的地位。她在《胡桃夹子》中的表演使芭蕾舞从一個在美國默默无闻的舞種变成了美国大受欢迎的舞蹈。
後來她開啟全球巡演，並成为第一个在莫斯科大剧院演出的美国人。在1966年退休前，她经常出现在美国电视節目上。塔爾切夫从舞蹈表演界退休后，她在芝加哥积极推广芭蕾舞。她在20世纪70年代的大部分时间里担任芝加哥抒情歌剧院的芭蕾舞总监，并于1981年首次参加芝加哥城市芭蕾舞团的演出。
1996年，塔爾切夫獲得肯尼迪中心荣誉奖。